# Похороненная (фильм)
«Похороненная» (англ. Laid to Rest) — американский фильм ужасов в жанре слэшер, снятый и написанный Робертом Грином Холлом. Главные роли исполнили Бобби Сью Лютер, Кевин Гейдж, Ник Принсип, Шон Уэйлен и Джонатон Шек.
Премьера состоялась 18 марта 2009 года в ограниченном прокате.
В 2011 году состоялась премьера сиквела — «Похороненная 2».

## Сюжет
Неизвестная женщина, страдающая от амнезии, просыпается внутри гроба. Она пытается позвонить в полицию, но роняет телефон. Внезапно в помещение заходит гробовщик, но его убивает маньяк по прозвищу Хромскулл, который скрывает своё лицо под хромированной маской в виде черепа и носящий видеокамеру на плече. Хромскулл пытается убить и женщину, но она даёт ему отпор и сбегает. На улице женщину подхватывает мужчина по имени Такер и им удаётся ускользнуть от маньяка.  
Такер и его жена Синди берут женщину под своё крыло и называют её Принцессой. Но вскоре Хромскулл выслеживает Принцессу и убивает Синди, её брата Джонни и его девушку Джейми, в то время как Принцесса и Такер уезжают на машине последнего. Друзья обращаются за помощью к местному затворнику Стивену, который отправляет письмо с просьбой о помощи по своему компьютеру. Также, герои узнают, что Хромскулл — серийный убийца, убивающий женщин и записывающий все свои преступления на камеру, после чего отправляет эти записи властям.  
Принцесса, Такер и Стивен прибывают в полицейский участок, но обнаруживают, что все сотрудники и шериф оказываются убиты Хромскуллом, который нападает на друзей. Героям удаётся скрыться и они заезжают в похоронное бюро, в котором проснулась Принцесса в начале фильма. Принцесса осматривает местность и случайно попадает в ловушку Хромскулла. Когда маньяк уже собирается убить её, на помощь приходят Такер и Стивен, которые вырубают Хромскулла, вызволяют Принцессу и угоняют машину маньяка.  
Благодаря записям, обнаруженным в камере Хромскулла, Принцесса понимает, что гробовщик, убитый Хромскуллом в начале фильма, состоял в сговоре с маньяком, но тот убил его, так как он стал для него обузой. Пока Такер и Стивен выгружают трупы, находившиеся в багажнике машины, Хромскулл взламывает карпьютер машины и запирает Принцессу внутри. Внезапно она находит водительские права Хромскулла и узнаёт, что настоящее имя маньяка — Джесси Кроменс. В этот же момент Хромскулл нападает на неё. Но тут Хромскулл понимает, что на его камере закончилась плёнка, а потому приказывает Принцессе сходить в ближайший магазин у купить новую партию плёнки.  
Когда Принцесса приходит в магазин, продавец начинает беспокоиться, когда замечает, что Хромскулл отправляет ей на телефон письма с угрозами. Продавец выходит на улицу, чтобы разобраться, но Хромскулл сносит ему голову дробовиком. После этого маньяк проникает в здание, попутно убивая почти весь персонал и посетителей магазина. Тем временем Такер и Стивен спешат на выручку к Принцессе, перед этим забирая с собой чемодан Хромскулла и заменяют клей, которым маньяк крепит маску к своему лицу, на цианоакрилат. 
Когда Такер и Стивен прибывают в магазин, Хромскулл вырубает электричество, убивает Стивена, воткнув ему в ухо шланг для накачивания шины и ранит Такера ножом. После этого Хромскулл запирает Принцессу в морозильнике и показывает видеозаписи, которые показывают, что до потери памяти Принцесса была наркоманкой и проституткой, а амнезия произошла у неё после того, как Хромскулл наткнулся на неё и жестоко избил её битой. Принцесса разбивает камеру и вступает в схватку с Хромскуллом. В ходе схватки Принцесса сбивает маску с лица Хромскулла. Маньяк лихорадочно пытается поставить маску на место и мажет своё лицо цианоакрилатом, который был подменён Такером и Стивеном ранее. Едкое вещество плавит лицо Хромскулла и маньяк сдаётся, но Принцесса не отступает и добивает его ударом алюминиевой биты.
После этого раненый Такер погибает на руках Принцессы. Также Принцесса находит в кармане Такера объявление о пропаже человека, которое было распечатано Стивеном ранее. После этого она и Томми, единственный выживший посетитель магазина, уезжают в Атланту. К магазину приезжает наряд полиции, который находит объявление Стивена. Внезапно они находят на оборотной стороне листа пометку от Принцессы.

## В ролях
| Актёр             | Роль                     |
| ----------------- | ------------------------ |
| Бобби Сью Лютер   | Принцесса                |
| Кевин Гейдж       | Такер Смит               |
| Ник Принсип       | Хромскулл/Джесси Кроменс |
| Шон Уэйлен        | Стивен                   |
| Джонатон Шек      | Джонни                   |
| Томас Деккер      | Томми                    |
| Яна Крамер        | Джейми                   |
| Лукас Тилл        | продавец                 |
| Шери ДеЯнг        | пленница Хромскулла      |
| Энтони Фицджералд | Энтони                   |
| Лина Хиди         | Синди Смит               |
| Ричард Линч       | мистер Джонс             |

## Реакция
Веб-сайт Dread Central поставил фильму положительную оценку в 4 балла из 5, сказав: «У „Похороненной“ поначалу есть небольшие проблемы с темпом, но примерно через 30 минут она набирает обороты и продолжает двигаться вперёд до самого конца. Что мне здесь нравится, так это то, что Холл смог создать слэшер с персонажами, которые нам небезразличны, но при этом не воспринимает ничего слишком серьёзно, предлагая поклонникам ужасов фильм, который одновременно увлекателен и очень забавен».
Скотт Вайнберг из Fearnet описал фильм так: «Сильно кровавый, приправленный неожиданными дозами странного юмора и подкреплённый колоритным актёрским составом, „Похороненная“ Роберта Холла — едва ли самая оригинальная или новаторская история ужасов, но это возвращение к стилю 80-х, которое получает много пользы из очень небольшого количества бюджета».
На сайте DVD Talk фильм получил среднюю оценку в 3 балла из 5. Консенсус сайта гласит: «хотя „Похороненная“ содержит множество удобных совпадений, чтобы поддерживать сюжет в движении и, по общему признанию, ей не хватает логики, это всё равно занимательная 90-минутная захватывающая поездка».

## Сиквел
В 2011 году состоялась премьера сиквела под названием «Похороненная 2», к работе над которым вернулись почти все члены съёмочной группы первого фильма.  
В настоящее время в разработке также находится приквел под названием «Похороненная: Эксгумация». 